# (7334) Sciurus
(7334) Sciurus est un astéroïde de la ceinture principale.

## Description
(7334) Sciurus est un astéroïde de la ceinture principale. Il fut découvert le 17 août 1988 à l'Observatoire Kleť par Antonín Mrkos. Il présente une orbite caractérisée par un demi-grand axe de 2,41 UA, une excentricité de 0,15 et une inclinaison de 6,5° par rapport à l'écliptique.

## Compléments